# Ylöjärvi
Ylöjärvi è una città finlandese di 33607 abitanti, situata nella regione del Pirkanmaa. Dal 2009 è compreso il soppresso comune di Kuru.

## Amministrazione

### Gemellaggi
Ylöjärvi è gemellata con:
- Arvika, dal 1978
- Kongsvinger, dal 1980
- Skive, dal 1980
- Saku, dal 1992
- Vyšnij Voločëk, dal 1994
- Balatonföldvár, dal 1994